# Colaxes nitidiventris
Colaxes nitidiventris là một loài nhện trong họ Salticidae.
Loài này thuộc chi Colaxes. Colaxes nitidiventris được Eugène Simon miêu tả năm 1900.